# Grb Danske
Državni grb Danske sastoji se od tri plava lava na zlatnom štitu. Gotovo je identičan grbu Estonije, a razlog potječe od danske vladavine nad Estonijom 1219. – 1346. Glavna razlika između ova dva grba je u tome što kod danskog grba lavovi nose krunu.